# Хёфельс
Хёфельс (нем. Hövels) — община в Германии, в земле Рейнланд-Пфальц.
Входит в состав района Альтенкирхен-Вестервальд. Подчиняется управлению Виссен.  Население составляет 639 человек (на 31 декабря 2010 года). Занимает площадь 7,87 км².